# 奥斯曼二世
奥斯曼二世（1604年11月3日—1622年5月20日），又称年轻的奥斯曼（土耳其語：Genç Osman），是鄂圖曼帝國的一位蘇丹，1618年至1622年在位。
奥斯曼是艾哈邁德一世及其可敦（妃嬪位號）Mahfiruze Hatice之子。他自小得母親關心教育，後來成為一位有名的詩人，並通曉多種語言，包括阿拉伯語、波斯語、希臘語、拉丁語及意大利語。他在14歲時因為一場對抗其叔父穆斯塔法一世的政變而被擁立登基。雖然年紀尚小，奧斯曼顯示了作為一國之君的能力。他與波斯薩非王朝簽訂和約，結束1603年－1618年鄂圖曼-薩非戰爭。然後在三十年戰爭期間，波蘭立陶宛聯邦和鄂圖曼帝國因摩尔達维亞公國的宗主权引發戰爭，他在1620年親自領軍入侵波蘭，在楚措拉戰役中獲勝。由於1621年的戰事失利，波蘭立陶宛蓋特曼揚·卡羅爾·霍德凱維奇在霍滕戰役（1621年）成功抵擋土耳其軍的多次猛攻，奥斯曼二世被逼與波蘭簽訂和約，波蘭軍隊撤出摩尔達维亞。他在羞辱中返回首都，認為「新軍」的怯懦及官員的無能是今次失利的原因。
奥斯曼二世大概是首位察覺到作為蘇丹親衛軍的新軍對帝國的現代化弊多於利，並且打算著手處理這個問題的鄂圖曼蘇丹。他關閉了新軍的咖啡店，那些地方是醞釀反蘇丹陰謀的人的聚會處。他打算籌建一支效忠於自己的新部隊，由安那托利亞、敘利亞及埃及等地的突厥裔人組成。此舉引致新軍發動政變，拘禁了奥斯曼二世，其後派人用弓弦勒死他。前任蘇丹穆斯塔法一世被擁立復位。
奥斯曼是一位十分進取的蘇丹，卻欠缺一群有能力及決心的官員幫助他推行改革，以致被趕下台。他作為一個統治者來說，擁有敏銳的觸覺，而且充滿活力。跟他之後的大多數繼承人比較，他是較為賢明的一位君主。他作為政治家的最大失誤也許是他過早試行過多的事。
| 奥斯曼二世 鄂圖曼王朝出生于：1604年11月3日逝世於：1622年5月20日 | 奥斯曼二世 鄂圖曼王朝出生于：1604年11月3日逝世於：1622年5月20日 | 奥斯曼二世 鄂圖曼王朝出生于：1604年11月3日逝世於：1622年5月20日 |
| 統治者頭銜                                                      | 統治者頭銜                                                      | 統治者頭銜                                                      |
| 伊斯蘭教遜尼派頭銜                                              | 伊斯蘭教遜尼派頭銜                                              | 伊斯蘭教遜尼派頭銜                                              |
| --------------------------------------------------------------- | --------------------------------------------------------------- | --------------------------------------------------------------- |
| 前任者： 穆斯塔法一世                                           | 鄂圖曼帝國第十六代素丹 伊斯蘭教第八十代哈里發 1618年－1622年    | 繼任者： 穆斯塔法一世                                           |